# Сім'я Дженовезе
Злочинна Сім'я Дженовезе є однією з «п'яти сімей», які домінують в організованій злочинності в Нью-Йорку і Нью-Джерсі як частина американської мафії. Як правило, вони зберігали різний ступінь впливу на багато дрібних бандитських сімей за межами Нью-Йорка, включаючи зв'язки з кримінальними сім'ями Філадельфії, Патріарка і Баффало.
Нинішня «сім'я» була заснована Чарльзом "Лакі" Лучіано та була відома, як «Злочинна сім'я Лучіано» з 1931 по 1957 рік, після вона була перейменована на честь боса Віто Дженовезе, який керував кланом із 1957 по 1969 роки. Сім'я спочатку керувала береговою лінією в західній частині Манхеттена (район Вест-Сайд) та рибним ринком Фултон. Кланом довгі роки (із 1981 по 2005) керував Вінсент Джиганте.
Сімейство Дженовезе - найстаріше та найбільше з «п'яти сімей». Знаходячи нові способи заробити гроші в 21 столітті, сім'я скористалася слабкою належною обачністю банків під час міхура на ринку нерухомості з хвилею шахрайства з іпотекою.
Хоча керівництво сім'ї Дженовезе, здавалося, знаходилося в підвішеному стані після смерті Джиганте в 2005 році, вони, схоже, є найбільш організованою і впливовою злочинною родиною в Сполучених Штатах, причому деякі джерела вважають, що Ліборіо Белломо є нинішнім босом організації.
Станом на 2017 рік чисельність банди Дженовезе, за різними підрахунками, становить від 200 до 220 «посвячених», а також понад 3000 соратників.

## Історія

### Виникнення
Свій початок злочинна сім'я Дженовезе бере з банди Морелло в Східному Гарлемі, першої мафіозної сім'ї в Нью-Йорку. У 1892 році Джузеппе Морелло  прибув в Нью-Йорк із муніципалітету Корлеоне, регіон Сицилія, Італія. Зведені брати Морелло Ніколас, Вінченцо, Сіро і інші члени його сім'ї приєдналися до нього в Нью-Йорку в наступному році. Брати Морелло сформували вуличну банду, так звану «107th Street Mob» і стали домінувати в італійському районі Східного Гарлему, частинах Манхеттена та Бронкса.
Одним з найсильніших союзників Джузеппе Морелло був Ігнаціо «Вовк» Лупо, бандит, який контролював район Маленька Італія в Нижньому Мангетені. У 1903 році Лупо одружився зі зведеною сестрою Морелло, об'єднавши обидві організації. Альянс Морелло-Лупо продовжував процвітати в 1903 році, коли група почала велику схему фальсифікації банкнот із могутнім сицилійським мафіозі Віто Кашіо Ферро, друкуючи банкноти в 5 доларів на Сицилії і контрабандою їх доправляли до Сполучених Штатів. Детектив з нью-йоркської поліції Джозеф Петросіно почав розслідування операції з підробки, вбивств та листів з вимаганням. 15 листопада 1909 року Морелло, Лупо і інші були заарештовані за звинуваченням у підробці. У лютому 1910 року Морелло і Лупо були засуджені до 25 і 30 років тюремного ув'язнення відповідно.

### Конфлікт мафії та Каморри
З ростом могутності й впливу сім'ї Морелло виникли криваві територіальні конфлікти з іншими італійськими злочинними угрупованнями в Нью-Йорку. У сім'ї Морелло був союз з Джозуе Галуччіо, видатним бізнесменом та членом італійського мафіозного угрупування Каморра зі Східного Гарлема. 17 травня 1915 року Галуччіо був убитий в боротьбі за владу між сім'єю Морелло та організацією Каморра, яка складалася з двох бруклінських банд, керованих Пеллегріно Морано і Алессандро Воллеро. Боротьба за контроль над злочинним бізнесом Нью-Йорка після вбивства Джозуе Галлуччіо стала відома, як «Війна між Каморрою та мафією». Після кількох місяців боротьби, Морано запропонував перемир'я. Зустріч була організована в кафе Navy Street, що належить Воллеро. 7 вересня 1916 року Ніколас Морелло і його охоронець Чарльз Убріако потрапили в засідку і були вбиті після прибуття п'ятьма членами банди Каморри.

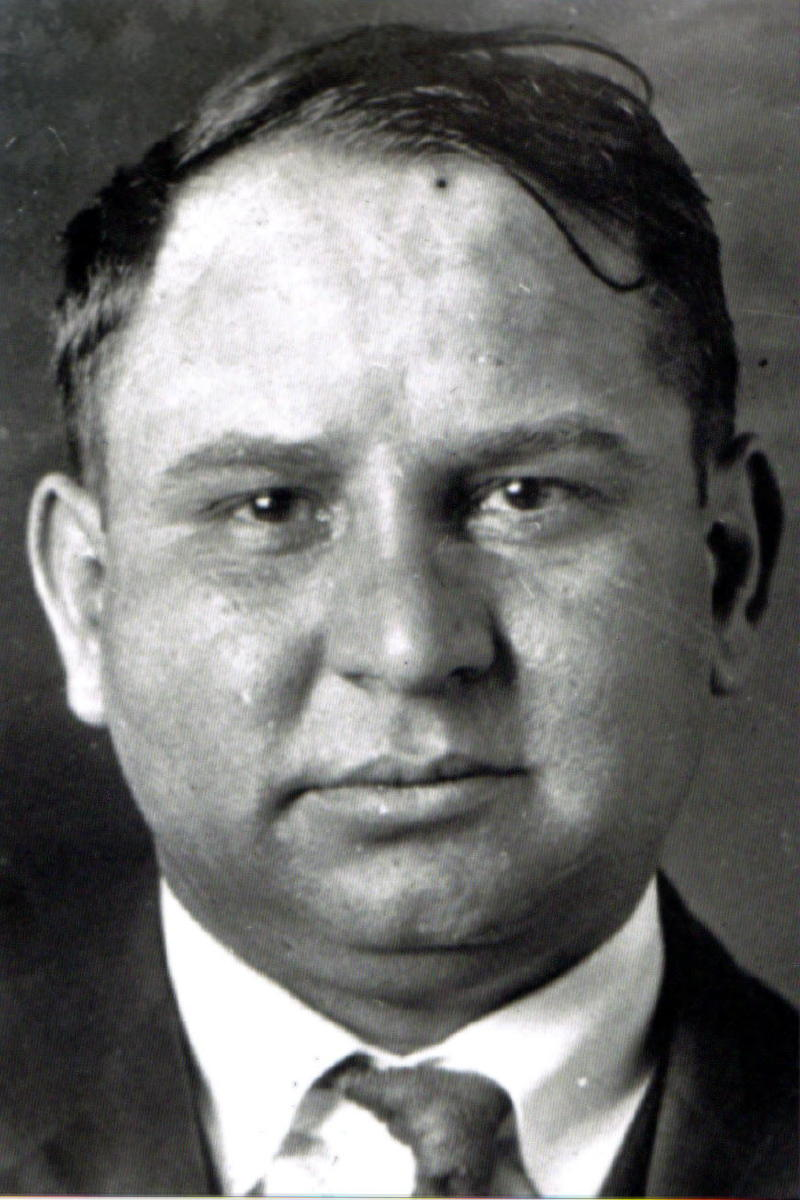
Джузеппе «ДжоБосс» Массерія в серпні 1922 року

У 1917 році Морано було звинувачено у вбивстві Морелло після того, як каморист Ральф Даніелло звинуватив його у злочині. До 1918 року правоохоронні органи відправляли багатьох членів банди Каморри у в'язницю, знищивши Каморру в Нью-Йорку і поклали край війні. Багато хто з представників членів Каморри приєдналися до сім'ї Морелло.
Згодом сім'я Морелло зіткнулася з більш сильними конкурентами, ніж Каморра. З прийняттям Сухого закону в 1919 році і забороною на продаж алкоголю, сім'я перегрупувалася і організувала прибуткову бутлегерскую операцію на Манхеттені. У 1920 році Морелло і Лупо були звільнені з в'язниці, і бос Бруклінської мафії Сальваторе д'Аквіла розпорядився про їх вбивства. В той же час Джузеппе Массеріа і Рокко Валенті, колишні учасники «Каморра Бруклін» почали боротися за контроль над сім'єю Морелло. 29 грудня 1920 року люди Джузеппе Массеріа вбили союзника Валенті, Сальваторе Мауро. Потім 8 травня 1922 року, банда Валенті вбила Вінченцо Терранова. Банда Массерії завдала удару у відповідь, убивши члена Морелло, Сільву Тальягамба. 11 серпня 1922 роки люди Массерії вбили Валенті, поклавши край конфлікту. Массер переміг і захопив сім'ю Морелло.

### Кастелламарська війна
В середині 1920-х років Массеріа продовжував розширювати свої бутлегерскі операції, вимагання, лихварства та незаконний гральний бізнес по всьому Нью-Йорку. Щоб керувати і захищати ці афери, Массеріа найняв багато амбітних молодих гангстерів, в тому числі майбутніх сил Коза Ностри, Лакі Лучіано, Френка Костелло, Джо Адоніса, Віто Дженовезе і Альберта Анастазії. Незабаром Лучіано став головним помічником у злочинній організації Массерії. До кінця 1920-х років основним суперником Массерії був бос Сальваторе Маранцано, який приїхав із Сицилії, щоб управляти кланом Кастелламмаре. Їх суперництво в кінцевому підсумку переросло в криваву Кастелламарську війну.
На початку 1931 року Лакі Лучіано вирішив знищити свого боса Массеріа. У секретній угоді з Маранцано Лучіано погодився спровокувати смерть Массерії в обмін на отримання Массерії і перетворення в заступника Маранцано. Джо Адоніс приєднався до фракції Массерії, і коли Массеріа дізналася про зраду Лучіано, він звернувся до Адоніса з проханням убити Лучіано. Однак замість цього Адоніс попередив Лучіано про змову вбивства. 15 квітня 1931 року Массеріа був убитий в ресторані Nuova Villa Tammaro, що знаходився на Коні-Айленд в Брукліні. У той час як вони грали в карти, Лучіано нібито вибачився у ванну, причому бойовиками, як повідомляється, були Анастасія, Дженовезе, Адоніс та Бенджамін 'Багсі' Сігел; Сіро "Король артишоків» Терранова вів машину для втечі, але легенда говорить, що він був занадто схвильований, щоб виїхати, і Сігел довелося виштовхнути його з місця водія. З благословення Маранцано, Лучіано захопив банду Массеріа і став лейтенантом Маранцано, поклавши край Кастелламарській війні. Ця війна забрала життя більш ніж 60 гангстерів з обох сторін в кінці 1920-х.
Після смерті Массеріа, Маранцано реорганізував італійсько-американські банди в Нью-Йорку в п'ять сімей, очолюваних Лучіано, Профачі, Гальяно, Вінсентом Мангано та ним самим. Маранцано скликав збори кримінальних авторитетів в Воппінджерс-Фоллс, Нью-Йорк, де він оголосив себе capo di tutti capi («бос всіх босів»).
У вересні 1931 року Маранцано усвідомив, що Лучіано становить загрозу, і найняв ірландського гангстера Вінсента «Божевільного пса» Кола, щоб убити його. Однак Лучеззе попередив Лучіано, що на нього готується замах. 10 вересня того ж року Маранцано наказав Лучіано, Дженовезе і Костелло прийти в його офіс на 230 Парк-авеню на Манхеттені. Переконаний, що Маранцано планував убити їх, Лучіано вирішив діяти першим. Він відправив в офіс Маранцано чотирьох єврейських гангстерів, особи яких були невідомі людям Маранцано. Найманих вбивць надали Меєр Ланськи та Багсі Сигел. Під виглядом агентів уряду два гангстера роззброїли охоронців Маранцано. Двоє інших, яким допомагав Лучеззе, який був в той час там, завдали удару босові кілька разів, перш ніж вистрілити в нього. Таким чином, Лучіано, вбивши свого боса, став наймогутнішим гангстером в США і створив «П'ять Сімей» Нью-Йорка.

### Лучіано та створення Комісії
Після вбивства Маранцано, Лучіано скликав збори в Чикаго з різними босами, де він запропонував Коміісію, яка буде керівним органом по боротьбі з організованою злочинністю. Створена для вирішення всіх суперечок між кланами і визначення того, які родини контролюють які території, Комісія була названа кращим нововведенням Лучіано. Цілі Лучіано стосовно Комісії полягали в тому, щоб спокійно зберегти свою владу над всіма родинами і запобігти майбутнім бандитським війнам; Боси схвалили ідею Комісії.
Перше випробування Комісії відбулося в 1935 році, коли він наказав Голандеці Шульцу відмовитися від своїх планів вбити Спеціального прокурора Томаса Едмунда Дьюї. Лучіано стверджував, що вбивство Дьюї прискорить масові репресії з боку правоохоронних органів. Розлючений Шульц сказав, що він все одно вб'є Дьюї, і вийшов із залу. Лідер Корпорації вбивств (англ. Murder Incorporated, скорочено Murder, Inc.) Альберт Анастасія звернувся до Лучіано з інформацією, що Шульц попросив його стежити за будинком Дьюї на П’ятій Авеню (Fifth Avenue). Почувши цю новину, Комісія провела засідання для обговорення цього питання. Після шести годин обговорень Комісія наказала Луїсу Бухальтеру (англ. Louis Buchalter) знищити Шульца. 23 жовтня 1935 року Шульц був застрелений в таверні Palace Chophouse в Ньюарку, штат Нью-Джерсі, і помер на наступний день.
13 травня 1936 року розпочався судовий процес над Лучано. Юристка Юніс Картер (англ. Eunice Carter) провела масштабне розслідування стосовно нелегальної проституції, збудувавши справу і стратегію, яка дозволила окружному прокурору Нью-Йорка Томасу Дьюї успішно звинуватити мафіозі Чарльза «Лакі» Лучіано в злочині. 7 червня 1936 року Лучано був засуджений по 62 пунктам примусової проституції. 18 червня він був засуджений від 30 до 50 років тюремного ув'язнення разом з Бетілло та іншими.
Лучіано продовжував керувати своєю сім'єю із в'язниці, передаючи накази через виконуючого обов'язків боса Віто Геновезе. Однак у 1937 році Дженовезе втік у Неаполь, щоб уникнути звинувачення в убивстві в Нью-Йорку. Лучіано призначив свого консіліера Френка Костелло новим виконуючим обов'язки боса і наглядачем інтересів Лучіано.
Під час Другої світової війни федеральні агенти звернулися до Лучано за допомогою в запобіганні диверсій противника на набережній Нью-Йорка. Лучіано погодився допомогти, але на ділі надав незначну допомогу. Після закінчення війни домовленість з Лучіано стала загальновідомою. Щоб запобігти подальшому збентеженню, уряд погодився депортувати Лучіано за умови, що він ніколи не повернеться в США. У 1946 році Лучано був узятий з в'язниці і висланий в Італію.

### Прем'єр-міністр
Після вислання Лучіано його сім'я функціонувала так само безпередійно, як коли він був босом. З травня 1950 року по травень 1951 Сенат США проводив широкомасштабне розслідування організованої злочинності, широко відомої, як слухання у справі Кефаувера (англ. Kefauver Hearings). За непокору до Сенату Френк Костелло був засуджений до 18 місяців в'язниці. Сенатор Кефаувер прийшов до висновку, що політик Карміне ДеСапіо (англ. Carmine DeSapio) сприяв діяльності Костелло і що Костелло впливав на рішення, прийняті радою Tammany Hall. ДеСапіо зізнався, що зустрічався з Костелло кілька разів, але наполягав, що «політика ніколи не обговорювалася». У 1952 році уряд почав розгляд, щоб позбавити Костелло його громадянства США, і його було звинувачено в ухиленні від сплати податків на прибуток у розмірі 73,417 доларів в період між 1946 і 1949 роками. Він був засуджений до п'яти років в'язниці і оштрафований на 20,000 доларів. У 1954 році Костелло оскаржив вирок і був звільнений під заставу в розмірі 50 000 доларів США; З 1952 по 1961 рік він перебував у кількох федеральних і місцевих в'язницях, а його ув'язнення було перервано періодами, коли він перебував під заставою в очікуванні розгляду апеляцій.

### Повернення Дженовезе
Костелло правив двадцять років, але його правління закінчилося, коли Дженовезе був екстрадований з Італії в Нью-Йорк. Під час його відсутності, Костелло понизив посаду Дженовезе: з заступника боса в капореджиме. Незабаром після прибуття в США Дженовезе був виправданий за звинуваченням у вбивстві 1936 року, яке призвело його у вигнання.